# 周志鹏
周志鹏（1984年8月28日—），中国自由搏击选手，湖南怀化人，苗族。2003年被特招进解放军八一拳击队，成为了一名军人。于2012年下半年开始参加K-1的比赛。2012年10月14日，在日本举办的 K-1 World GP Final 16 超级战中，周志鹏第二回合拳法TKO了日本的森孝太郎(Koutaro Mori)，获得了自己在K-1首场比赛的胜利；2013年9月15日，在西班牙马洛卡进行的 2013 K-1 World MAX Final 16 比赛中，周志鹏三回合一致判定胜乔伊.普鲁索(Joey Pagliuso)，成为第一个晋级K-1 World MAX 8强的中国人。

## 职业生涯
2012年1月1日晚，在湖南长沙林业科技大学体育艺术体育馆举办“终极斗士”跨年搏击争霸赛，周志鹏以3-0一致判定胜美国选手肖恩.奥布朗斯基(Shane Oblonsky)，获得WCK洲际冠军金腰带 
2012年10月14日，在日本东京两国国技馆举行的 2012 K-1 World GP Final 16 超级战中，周志鹏在第二回合用前手直拳TKO森孝太郎(Koutaro Mori)，获得第一场在K-1比赛的胜利。
北京时间2013年9月15日凌晨2时，西班牙的马洛卡举行了 2013 K-1 World MAX Championship Final 16 第一轮的比赛，周志鹏点数击败美国选手Joey Pagliuso，晋级8强。
2013年12月28日，K-1世界MAX 8强比赛在佛山岭南明珠体育馆进行，周志鹏延长4回合负于泰国选手播求 
2014年6月14日，武林风环球拳王争霸赛第一次走进爱尔兰，周志鹏在70公斤级的洲际金腰带争夺战中，格梅赞吉沙（Jimmy Uikl），获得WLF洲际金腰。
2015年1月1日晚8点，中国K-1王者之战系列赛的第一场赛——中美对抗赛在湖南长沙星沙大众传媒1400演播厅开赛，周志鹏点数击败美国选手斯塔万
2015年1月31日在中国重庆江南体育馆武林风全球功夫盛典的比赛中，周志鹏击败K-1 MAX初代天王阿尔伯特·克劳斯
2016年11月6日丝路英雄PFC搏击冠军赛在湖南怀化战中，周志鹏以点数30-27战胜韩国的崔洪万。

## 所获荣誉
- 2014 WLF 70公斤级洲际金腰带 [10]
- 2012 WCK Muay Thai洲际金腰带 [11]
- 2011 武林风70公斤级中国勇士 [12]